# مديرية الحزم

تعديل مصدري - تعديل

مديرية الحزم إحدى مديريات محافظة الجوف في اليمن. بلغ عدد سكانها 30952 نسمة عام 2004.